# Eligarf
Eligarf (bürgerlich: Bianca Jitaru, * 1996 in Nicolae Bălcescu, Kreis Bacău) ist eine rumänische Popsängerin und Songwriterin.

## Leben und Karriere
Jitaru wuchs in Nicolae Bălcescu, einem Dorf nahe Bacău, auf. Während ihrer Schulzeit sang sie ab dem 16. Lebensjahr in einem Jugendchor. Nach dem Schulabschluss verließ Jitaru Rumänien und zog nach Aosta in Italien, wo bereits Teile ihrer Familie, insbesondere ihre Schwester, lebten. Dort arbeitete sie insgesamt acht Jahre lang in der Gastronomie, unter anderem als Küchenhilfe und Bedienung. Zu dieser Zeit begann sie, autodidaktisch Songs zu schreiben, nach Instrumentals im Internet zu suchen und die ersten eigenen Aufnahmen im Tonstudio zu machen. Nach acht Jahren kehrte sie – auch durch eine neue Liebesbeziehung ermutigt – nach Rumänien zurück. Zunächst arbeitete sie in der Gastronomie weiter, doch ihre Leidenschaft für Musik wurde in einem Café in Bukarest von Branchenvertretern erkannt, was letztlich zu ihrem Plattenvertrag bei Roton Music führte. Unter dem Künstlernamen Eligarf – ein Anagramm des rumänischen Wortes fragile ("zerbrechlich") – veröffentlichte sie 2022 ihre erste erfolgreiche Single Scuze. 2024 brachte sie mit Raluka die Single Șah Mat heraus. Ihr Musikstil vereint internationale Pop- und Dance-Elemente mit rumänischer Klangtradition. Zu ihren musikalischen Vorbildern zählen Arcángel, Don Omar, Tarkan, Pablo Alborán und Sevdaliza. Jitaru setzt sich in den sozialen Medien für Kinder von Auswanderern ein und thematisiert offen die Herausforderungen, die mit der Migration von Eltern verbunden sind. Sie lebt in Bukarest. 

## Diskografie (Auswahl)

### Alben
- 2024: Las Vegas 1k5

### Singles
- 2022: Scuze
- 2022: Stay
- 2023: Doar Tu Cu Luna
- 2023: Iubita Nimanui
- 2024: LdR
- 2024: Șah Mat (mit Raluka)
- 2025: Salman Kaan
- 2025: Terapeut